# Krit Sivara

Krit Sivara (ca. 1959)

Krit Sivara (auch Kris Sivara, Srivara oder Sriwara geschrieben; Thai กฤษณ์ สีวะรา; * 29. März 1914 in Bangkok als Bunchup Sivara; † 28. April 1976 in Bangkok) war ein thailändischer Heeresoffizier und Politiker. Der General war von 1973 bis 1975 Oberkommandierender des Heeres, von 1974 bis 1975 zusätzlich Oberbefehlshaber der thailändischen Streitkräfte. Krit spielte eine entscheidende Rolle beim Volksaufstand im Oktober 1973.

## Leben und Karriere
Krit war Sohn eines Leutnants, besuchte das Vajiravudh-Internat und die Debsirin-Schule in Bangkok. Er absolvierte die Chulachomklao-Militärakademie und trat 1931 als Leutnant in den Offiziersdienst. Beim Staatsstreich im September 1957 gehörte er zur Kerngruppe der Putschisten um Feldmarschall Sarit Thanarat und Thanom Kittikachorn. Sarit ernannte Krit 1959 zum Mitglied der „Verfassunggebenden Versammlung“.
Er stieg 1963 zum Kommandierenden General der 1. Armeeregion und 1966 zum Stellvertreter des Oberkommandierenden des Heeres auf. Oberkommandierender war in dieser Zeit – für die ungewöhnlich lange Dauer von 9 Jahren – der stellvertretende Ministerpräsident Praphas Charusathien. Ministerpräsident Thanom ernannte Krit 1969 zum stellvertretenden Bildungsminister. Am 23. November 1970 wechselte er als stellvertretender Minister ins Verteidigungsministerium (Thanom war selbst in Personalunion Verteidigungsminister). Nachdem Thanom am 17. November 1971 seine eigene Regierung mittels eines Staatsstreichs gestürzt und eine Militärjunta eingesetzt hatte, wurde Krit Industrieminister.
Ab Juni 1973 gab es Studentenproteste gegen die Militärdiktatur. Auch Teile des Militärs waren der Führung durch Thanom und Praphas überdrüssig. Als Zugeständnis musste Praphas zum 1. Oktober 1973 das Amt des Heereschefs an Krit abgeben. Ab 12. Oktober 1973 wurden Massendemonstrationen gegen die so genannten „drei Tyrannen“, Thanom Kittikachorn, Praphas Charusathien sowie Oberst Narong Kittikachorn (Thanoms Sohn und Praphats Schwiegersohn), organisiert. Am Abend des 14. Oktober begann die Polizei auf die Demonstranten zu schießen und tötete mindestens 70 Menschen. Nach diesen Ereignissen traten Thanom und Praphas von ihren politischen Funktionen zurück. König Bhumibol Adulyadej ernannte den Juraprofessor Sanya Dharmasakti zum neuen Premierminister.
Thanom blieb aber zunächst Oberbefehlshaber der Streitkräfte und Praphas Generaldirektor der Polizei. Sie forderten mehr Truppen, um die verbleibenden Demonstranten aufzureiben, Krit als Oberkommandierender des Heeres weigerte sich aber, die ihm unterstellten Truppen gegen Zivilisten einzusetzen. Er soll zu Thanom, Praphas und Narong gesagt haben: „Diese jungen Leute – das sind unsere Kinder.“ Als Praphas und Narong Spezialkräfte aus Lop Buri nach Bangkok zu beordern und ihnen Schießbefehl gegen die Demonstranten zu geben, kündigte Krit an, die Hauptstadt mit seinen Truppen abzuriegeln, um dies zu verhindern. Anschließend traten Thanom und Praphas auch von ihren militärischen Posten zurück und mussten Thailand, ebenso wie ihr Zögling Narong, verlassen.
Nach dem Volksaufstand und dem Übergang zur Demokratie hatte Krit größten Einfluss. Er übernahm zum 1. Oktober 1974 von Luftwaffengeneral Dawee Chullasapya das Amt des Oberbefehlshabers der thailändischen Streitkräfte, das er zusätzlich zum Amt des Heereschefs bis zu seiner Pensionierung Ende September 1975 innehatte. Zusammen mit Dawee unterstützte er die konservative Tham-Sangkhom-Partei („Soziale Gerechtigkeit“), die bei der Parlamentswahl im Januar 1975 zweitstärkste Kraft wurde. Darüber hinaus hatte er auch Verbindungen zu anderen Parteien und zu einflussreichen Unternehmern. Mit seinem Einfluss im Militär konnte er mögliche Putschversuche verhindern. Krit gab 1975 eine Direktive zur Bekämpfung der kommunistischen Aufständen in den Bergländern Thailands heraus, in der er forderte, die Kommunisten eher mit politischen Mitteln als mit militärischer Gewalt zu schwächen. Sein Nachfolger an der Spitze der Streitkräfte war Admiral Sangad Chaloryu. Am 21. April 1976, eine Woche vor seinem Tod, wurde Krit zum Verteidigungsminister im Kabinett von Seni Pramoj ernannt.
Krit starb am 28. April 1976 in einem Krankenhaus in Bangkok, mutmaßlich an den Folgen einer Vergiftung. Sein plötzlicher Tod trug zur Destabilisierung des Landes bei, die zum Massaker an der Thammasat-Universität und Rückkehr zur Militärdiktatur im Oktober 1976 führte.
Die Garnison der 2. Armeeregion in der Provinz Sakon Nakhon ist seit 1979 nach Krit Sivara benannt.